# 挺茎遍地金
挺茎遍地金（学名：Hypericum elodeoides）为藤黄科金丝桃属下的一个种。

## 扩展阅读
- 維基物種上的相關：挺茎遍地金